# Ісей
Ісей (грец. Ισαίος) — давньогрецький майстер красномовства IV- го ст. до н. е. Діяльність його пов'язана з Афінською республікою. Зараховується до канону 10 ораторів.

## Життєпис
Народився у місті Халкіда, що на острові Евбея у родині Діагора. Ще замолоду перебрався до Афін. Тут він мешкав до кінця життя. Ісей був учнем та продовжувачем справи Лісія. Діяльність Ісея співвідносять з період між 420 та 348 до н. е. Подробиці життя Ісея невідомі. Ісей виступав як оратор, викладав у школі красномовства у Афінах, від чого мав чималий зиск. Імовірно, був вчителем Демосфена.
Всього у Ісея було 50 промов, втім відомо лише 12. Усі вони торкаються справ щодо спадку. Судові процеси щодо розподілу спадку були головною спеціалізацією Ісея. Його промови відрізняються суворою точністю показань, викликають інтерес для характеристики економічного життя та сімейних стосунків. Ісей удосконалив техніку ораторських доказів. Проте за витонченістю промови та пластичності створюваних образів він значно поступається Лісію.

## Промови Ісея
- Щодо спадку Аполлодора
- Щодо спадку Філоктемона
- Щодо спадку Дікеогена
- Щодо спадку Пірра
- Щодо спадку Менекла
- Щодо спадку Клеоніма
- Щодо спадку Нікократа
- Щодо спадку Хагнія
- Щодо спадку Аристарха
- Щодо спадку Актифіла
- Щодо спадку Кірона
- Від імені Евфілета